# マニー・モリ

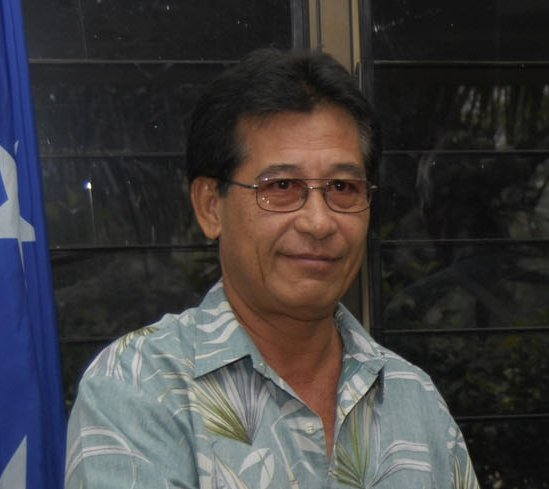
マニー・モリ

エマニュエル“マニー”・モリ（Emanuel "Manny" Mori、1948年12月25日 -  ）は、ミクロネシア連邦の政治家。2007年5月11日にミクロネシア議会により同国大統領に選出され同日就任、2015年まで4期8年務めた。学歴はグアム大学卒業。学位は経営管理学士。ミクロネシア連邦大統領府のウェブサイトでは名前は"Emanuel(Manny) Mori"となっており、「マニー」は「エマニュエル」の短縮形とされているが日本の外務省のウェブサイトでは「エマニュエル・マニー・モリ」がフルネームとされている。

## 来歴
チューク州の秋島（フェファン島）に生まれた日系人（4世）。曾祖父は、高知市出身で1892年に一屋商会（南洋貿易の商社）の商社マンとしてチューク諸島に渡り定住し、酋長を務めた森小弁。
春島（ウエノ島）にあるザビエル高等学校を卒業後、グアム大学で学び、経営管理学の学士号を取得し1973年に卒業した。
大学卒業後の1974年、シティコープサイパン支店でアシスタントマネージャーになる。
1976年にシティコープを辞め、信託統治領社会保険局の長官補佐を務める。
1979年から1981年はチューク州の国税局に務め、1981年から1983年までミクロネシア開発銀行（FSM Development Bank）の検査官を務めた後、1997年まで同開発銀行の代表兼CEOを務めた。
1997年から1999年まではミクロネシア銀行（Bank of the FSM）の副総裁を務めた。

## 政治活動

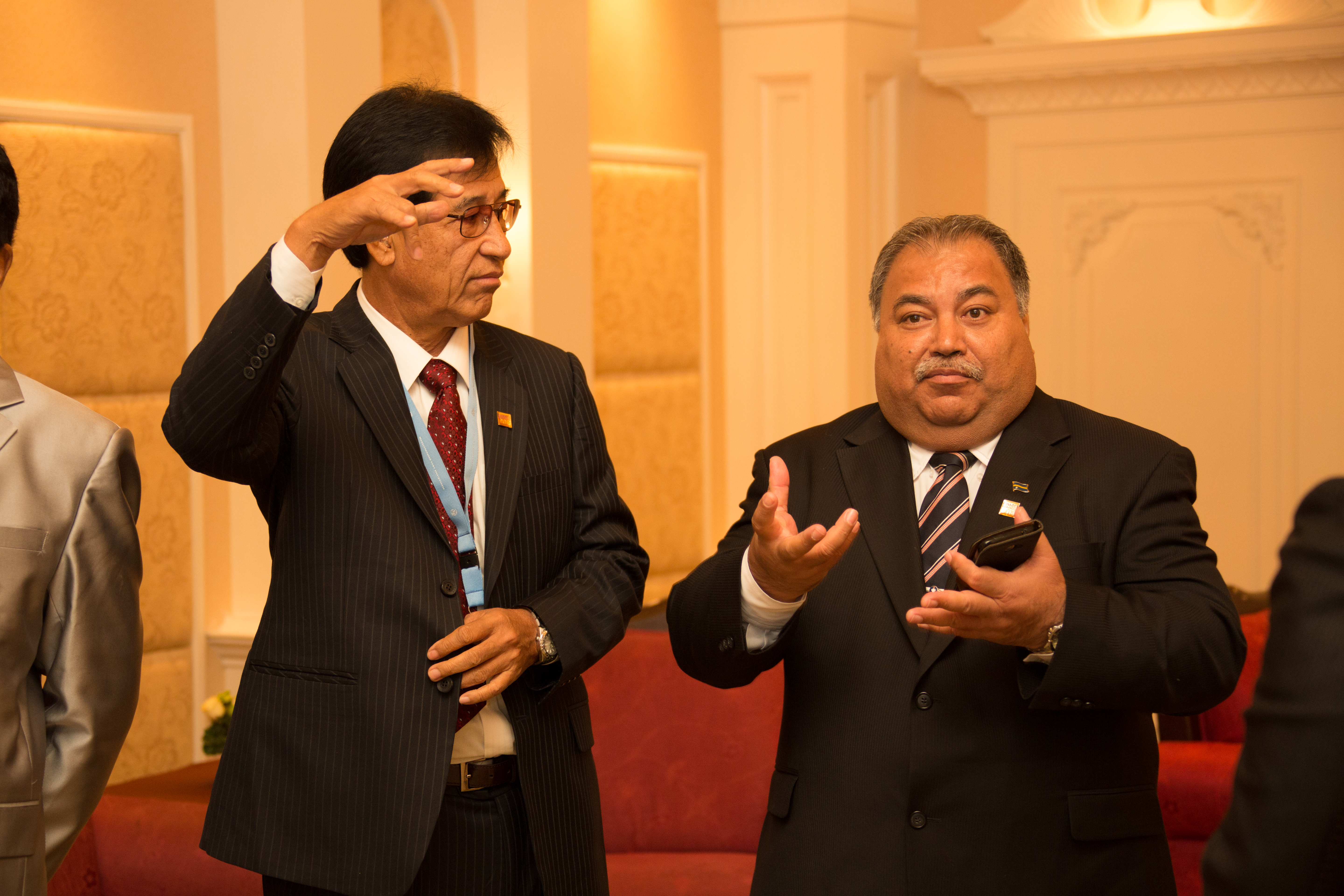
マニー・モリとナウルのバロン・ワカ大統領（2013年アジア太平洋サミットにて撮影）

モリは、1999年7月1日にミクロネシア議会の補欠選挙に初当選した後、2001年、2003年、2005年及び2007年にも続けて再選を果たした。
2007年5月11日に行われたミクロネシア連邦大統領選挙で現職のジョセフ・J・ウルセマルを破り当選。同日、第7代大統領に就任した。
2014年11月来日。

## 政策

### 外交
日本
日本の国連安保理常任理事国入りを支持している。